# Menisporopsis theobromae
Menisporopsis theobromae är en svampart som beskrevs av S. Hughes 1952. Menisporopsis theobromae ingår i släktet Menisporopsis och familjen Chaetosphaeriaceae.   Inga underarter finns listade i Catalogue of Life.